# Johan Cruz
Johan Alberto Cruz de la Cruz (La Romana, 8 de octubre de 1987) es un futbolista profesional dominicano. Juega como defensa lateral y su club actual es el Delfines del Este FC de la Liga Dominicana de Fútbol.

## Clubes
| Club                  | País                 | Año           |
| --------------------- | -------------------- | ------------- |
| Club Atlético Pantoja | República Dominicana | 2008-2013     |
| Bayaguana FC          | República Dominicana | 2013-2014     |
| Club Atlético Pantoja | República Dominicana | 2014-2015     |
| Delfines del Este FC  | República Dominicana | 2016-presente |